# بامبن، کامارینه جنوبی
بامبن، کامارینه (به لاتین: Bombon, Camarines Sur) یک منطقهٔ مسکونی در فیلیپین است که در کامارینه جنوبی واقع شده‌است.